# Kira Muratova
Kira Heorhiyivna Muratova (em ucraniano:  Кіра Георгіївна Мура́това; nascida Korotkova; Soroca, 5 de novembro de 1934 – Odessa, 6 de junho de 2018) foi uma diretora de cinema, roteirista e atriz soviética (até 1991) e ucraniana.

## Biografia
Nasceu em 1934 em Soroca, na região da Bessarábia - atualmente, parte da Moldávia mas, à época, parte  do Reino da Romênia -, de pai russo e mãe romena, ambos ativos membros do Partido Comunista. O pai, Yuri Korotkov, participante do movimento guerrilheiro antifascista durante a Segunda Guerra Mundial, acabou sendo preso pelas forças romenas e baleado após interrogatório. Depois da guerra, Kira viveu em Bucareste, com a mãe, que era médica ginecologista e depois faria carreira no governo da Romênia socialista.
Estudou inicialmente filologia na Universidade de  Moscou. Em 1954, inscreveu-se no VGIK, o Instituto Gerasimov de Cinematografia, em Moscou, onde se especializou em direção de cinema, com Sergei Gerasimov, graduando-se em 1959. Ao se formar, obteve um cargo de realizadora no estúdio cinematográfico Odessa, na  cidade homônima, situada às margens do Mar Negro, próxima à sua Bessarábia natal. Ela dirigiu seu primeiro filme profissional em 1961 e continuou trabalhando no mesmo estúdio até que um conflito profissional a levou a mudar-se para Leningrado, em 1978. Lá realizou um filme no Lenfilm Studio, regressando depois a Odessa. Seus filmes foram constantemente criticados pelas autoridades soviéticas, já que sua linguagem cinematográfica não obedecia aos cânones  do realismo socialista. Por várias vezes - e por longos períodos, a cada vez -, ela foi proibida de trabalhar como diretora. A estudiosoa de cinema Isa Willinger comparou a sua forma cinematográfica  com as da vanguarda soviética, especialmente com Eisenstein.
Em 1962, casou-se com diretor de cinema ucraniano Aleksandr Muratov. O casal se estabeleceu em Odessa. Juntos, os dois criaram vários filmes.  Seu primeiro longa metragem, Наш честный хлеб (Nosso Honesto Pão), foi dirigido  em 1964, por ela e o marido. O casal teve uma filha, Marianna, mas logo se divorciou, e Muratov mudou-se para Kiev, onde começou a trabalhar com os estúdios cinematográficos Dovzhenko. Kira Muratova manteve o sobrenome do ex-marido apesar do seu casamento posterior com  Evgeny Golubenko, um pintor e designer de produção de Leningrado.
Muratova desenvolveu a maior parte de sua carreira artística em Odessa, trabalhando com atores e em estúdios locais. Teve constantes problemas com a censura governamental a seus filmes.Короткие встречи (Breves Encontros), de 1967, Долгие проводы (Longo Adeus), de 1971, Познавая белый свет (Conhecer o Grande Mundo), de 1978, foram retirados de cartaz, enquanto  Среди серых камней (Entre Pedras Cinzentas), de 1983, foi remontado e, não sendo mais reconhecido pela autora,  foi atribuído a um tal Ivan Sidorov. Esses problemas se resolveriam, primeiro com o início da Perestroika e, depois, com o próprio fim da União Soviética.
Em 1990 foi membro do júri do Festival de Veneza e, no mesmo ano, ganhou o Urso de Prata no Festival de Berlim, com o filme A Síndrome Astênica.
Kira Muratova em 6 de junho de 2018, aos 83 anos, em Odessa.

## Filmografia

### Como diretora
- У Крутого Яра (À Beira da Abrupta Ravina) (com Aleksandr Muratov), 1961
- Наш честный хлеб (Nosso Honesto Pão ) (com Aleksandr Muratov), 1964
- Короткие встречи (Breves Encontros), 1967
- Долгие проводы (Longo Adeus), 1971
- Познавая белый свет (Conhecer o Grande Mundo), 1978
- Среди серых камней (Entre Pedras Cinzentas), 1983 (não creditada: o nome de "Ivan Sidorov", algo como "José da Silva", em tradução livre, aparece como sendo o diretor)[7]
- Перемена участи (Mudança de Destino), 1987
- Астенический синдром (A Síndrome Astênica), 1989
- Чувствительный милиционер (O Policial  Sentimental), 1992
- Увлеченья (Paixões), 1994
- Три истории (Três andares), 1997)
- Письмо в Америку (Carta para a América), curta metragem, 1999
- Второстепенные люди (Gente ordinária), 2001
- Чеховские мотивы (Motivos tchekhovianos), 2002
- Настройщик (Afinador), 2004
- Справка (Certificação), curta metragem,  2005
- Кукла ("Dummy"), curta metragem, 2006
- Два в одном (Dois em Um), 2007
- Мелодия для шарманки (Melodia para realejo), 2009
- Вечное возвращение (Eterno Retorno), 2012

### Como roteirista
- У Крутого Яра (À Beira da Abrupta Ravina) (com Aleksandr Muratov), 1961
- Короткие встречи (Breves Encontros), 1967
- Познавая белый свет (Conhecer o Grande Mundo), 1978
- Перемена участи (Mudança de Destino), 1987
- Астенический синдром (A Síndrome Astênica), 1989
- Чувствительный милиционер (O Policial  Sentimental), 1992
- Второстепенные люди (Gente ordinária), 2001
- Чеховские мотивы (Motivos tchekhovianos), 2002
- Настройщик (Afinador), 2004
- Мелодия для шарманки (Melodia para realejo), 2009
- Вечное возвращение  (Eterno retorno), 2012

### Como atriz
- Наш честный хлеб (Nosso Honesto Pão) (com Aleksandr Muratov), 1964
- Короткие встречи (Breves Encontros), 1967
- Опасные гастроли (Viagem Perigosa), 1969 (não creditada)
- Сад желаний (Jardim dos Desejos), 1987
- Посторонний (Transeunte), 1993